# 1971年の西鉄ライオンズ
1971年の西鉄ライオンズでは、1971年の西鉄ライオンズの動向をまとめる。
この年の西鉄ライオンズは、稲尾和久監督の2年目のシーズンである。

## 概要
前年、黒い霧事件の処分により、主力4選手を永久追放処分で失った西鉄は、4月こそまずまずの成績を残すも5月に成績が低下。同じく黒い霧事件の影響を受けた東映に8ゲームも引き離され、最後は38勝84敗8分の2年連続最下位でシーズンを終えた。なお84敗については、53年後の2024年に91敗を記録し更新するするまで球団ワースト記録だったものの、38勝、ならびに勝率.311はいずれも同年終了時点においてもなお球団ワースト記録のままである。投手陣は前年入団の三輪悟・柳田豊をはじめ、河原明・東尾修などの若手投手が奮闘するが、打線の援護も乏しく、勝ち越すには至らなかった。打撃陣は伊原春樹がこの年入団し、内野の控えとして一軍に定着した。船田和英・竹之内雅史・東田正義などの主力選手はそれなりの成績を残していたが、黒い霧事件を暴露した主力打者のカール・ボレスが球団と対立し、6月7日付で解雇（任意引退扱い）。アーロン・ポインターも打率一割台の不振で、打線の破壊力は大きく低下した。
シーズン終了後、黒い霧事件に連座していたことを嫌われ、正捕手の村上公康が榎本喜八との交換でロッテへ、同じく船田もヤクルトへ移籍する。このことで更なる戦力低下が予想され、西鉄身売りの影がちらつき始める。この年のドラフトで若菜嘉晴が4位指名され入団するが、村上が抜けても捕手陣の層は厚く、一軍入りまでには時間がかかった。

## チーム成績

### レギュラーシーズン
| 1 | 右 | 阿部良男   |
| 2 | 二 | 基満男     |
| 3 | 中 | ポインター |
| 4 | 一 | ボレス     |
| 5 | 遊 | 船田和英   |
| 6 | 三 | 竹之内雅史 |
| 7 | 左 | 東田正義   |
| 8 | 捕 | 村上公康   |
| 9 | 投 | 高橋明     |

| 順位 | 4月終了時 | 4月終了時 | 5月終了時 | 5月終了時 | 6月終了時 | 6月終了時 | 7月終了時 | 7月終了時 | 8月終了時 | 8月終了時 | 最終成績 | 最終成績 |
| ---- | --------- | --------- | --------- | --------- | --------- | --------- | --------- | --------- | --------- | --------- | -------- | -------- |
| 1位  | 近鉄      | --        | 阪急      | --        | 阪急      | --        | 阪急      | --        | 阪急      | --        | 阪急     | --       |
| 2位  | 阪急      | 0.5       | ロッテ    | 2.5       | ロッテ    | 6.5       | ロッテ    | 1.0       | ロッテ    | 3.5       | ロッテ   | 3.5      |
| 3位  | 西鉄      | 1.0       | 近鉄      | 6.5       | 近鉄      | 14.0      | 近鉄      | 15.0      | 近鉄      | 15.5      | 近鉄     | 18.0     |
| 4位  | 南海      | 1.5       | 南海      | 12.0      | 南海      | 17.0      | 南海      | 14.5      | 南海      | 16.5      | 南海     | 22.5     |
| 5位  | ロッテ    | 2.0       | 東映      | 13.5      | 東映      | 21.0      | 東映      | 24.0      | 東映      | 28.0      | 東映     | 35.5     |
| 6位  | 東映      | 7.0       | 西鉄      | 13.5      | 西鉄      | 24.5      | 西鉄      | 26.5      | 西鉄      | 32.5      | 西鉄     | 43.5     |

| 順位 | 球団             | 勝 | 敗 | 分 | 勝率 | 差   |
| 1位  | 阪急ブレーブス   | 80 | 39 | 11 | .672 | 優勝 |
| 2位  | ロッテオリオンズ | 80 | 46 | 4  | .635 | 3.5  |
| 3位  | 近鉄バファローズ | 65 | 60 | 5  | .520 | 18.0 |
| 4位  | 南海ホークス     | 61 | 65 | 4  | .484 | 22.5 |
| 5位  | 東映フライヤーズ | 44 | 74 | 12 | .373 | 35.5 |
| 6位  | 西鉄ライオンズ   | 38 | 84 | 8  | .311 | 43.5 |

## オールスターゲーム1971
| ファン投票 | 監督推薦 |
| ---------- | -------- |
| 東田正義   | 基満男   |

## できごと
- 8月17日 - 和田博実、対ロッテ戦で小山正明から通算100号本塁打を打つ（代打同点3ラン）。だが1本前の99号は1968年10月18日に打ったもので、100号達成まで22ヶ月もかかったという記録となった。なお、これが和田にとって現役最後の本塁打となった。

## 表彰選手
| リーグ・リーダー |
| ---------------- |
| 受賞者なし       |

| ベストナイン |
| ------------ |
| 選出なし     |

## ドラフト
| 順位 | 選手名   | ポジション | 所属           | 結果                 |
| ---- | -------- | ---------- | -------------- | -------------------- |
| 1位  | 吉田好伸 | 投手       | 丸善石油下津   | 拒否                 |
| 2位  | 柳俊之   | 投手       | 電電北海道     | 拒否                 |
| 3位  | 永尾泰憲 | 内野手     | いすゞ自動車   | 拒否                 |
| 4位  | 若菜嘉晴 | 捕手       | 柳川商業高     | 入団                 |
| 5位  | 豊田憲司 | 投手       | いすゞ自動車   | 入団                 |
| 6位  | 望月彦男 | 投手       | 電気化学工業   | 入団                 |
| 7位  | 児玉正三 | 投手       | 愛媛・長浜高   | 拒否・クラレ岡山入社 |
| 8位  | 斎藤輝美 | 内野手     | 横浜高         | 入団                 |
| 9位  | 大屋好正 | 投手       | 和歌山・海南高 | 拒否・専修大学進学   |